# Wereldkampioenschappen turnen 2006
De Wereldkampioenschappen turnen 2006 werden van 13 tot en met 21 oktober georganiseerd in Aarhus in Denemarken.

## Resultaten

### Landenwedstrijd

#### Mannen
| Rang   | Team                  | Vloer      | Paard      | Ringen     | Sprong     | Brug       | Rekstok    | Totaal  |
| ------ | --------------------- | ---------- | ---------- | ---------- | ---------- | ---------- | ---------- | ------- |
| Goud   | CHN                   | 44.575 (6) | 44.775 (2) | 47.625 (1) | 48.900 (1) | 47.125 (1) | 44.775 (3) | 277.775 |
| Goud   | Yang Wei              |            | 13.600     | 16.150     | 16.575     | 16.100     |            | 277.775 |
| Goud   | Feng Jing             |            | 15.100     | 14.975     |            | 15.400     | 15.125     | 277.775 |
| Goud   | Chen Yibing           | 15.200     |            | 16.500     | 16.250     |            |            | 277.775 |
| Goud   | Xiao Qin              |            | 16.075     |            |            | 15.625     | 15.050     | 277.775 |
| Goud   | Liang Fuliang         | 15.325     |            |            | 16.075     |            |            | 277.775 |
| Goud   | Zou Kai               | 14.050     |            |            |            |            | 14.600     | 277.775 |
| Zilver | RUS                   | 44.125 (8) | 45.350 (1) | 46.325 (4) | 47.900 (4) | 46.900 (2) | 44.800 (2) | 275.400 |
| Zilver | Maksim Devyatovskiy   | 14.150     | 15.000     | 14.850     | 16.175     | 15.400     |            | 275.400 |
| Zilver | Nikolai Kryukov       |            | 15.600     |            | 15.975     | 15.775     | 15.425     | 275.400 |
| Zilver | Sergei Khorokhordin   | 14.800     | 14.750     |            |            | 15.725     | 14.950     | 275.400 |
| Zilver | Yuri Ryazanov         |            |            | 15.075     | 15.750     |            |            | 275.400 |
| Zilver | Dimitri Gogotov       | 15.175     |            |            |            |            | 14.425     | 275.400 |
| Zilver | Aleksandr Safoshkin   |            |            | 16.400     |            |            |            | 275.400 |
| Brons  | JPN                   | 44.425 (7) | 44.775 (2) | 47.150 (2) | 47.175 (7) | 46.225 (3) | 45.050 (1) | 274.800 |
| Brons  | Hiroyuki Tomita       | 14.575     | 15.350     | 15.975     |            | 15.500     | 13.850     | 274.800 |
| Brons  | Eichi Sekiguchi       | 15.050     |            |            | 16.050     |            | 15.700     | 274.800 |
| Brons  | Naoya Tsukahara       |            | 14.675     | 15.575     |            | 15.500     |            | 274.800 |
| Brons  | Hisashi Mizutori      |            | 14.750     |            | 15.275     |            | 15.500     | 274.800 |
| Brons  | Takehito Mori         |            |            |            | 15.850     | 15.225     |            | 274.800 |
| Brons  | Takuya Nakase         | 14.800     |            | 15.600     |            |            |            | 274.800 |
| 4      | ROU                   | 46.175 (1) | 44.700 (4) | 45.175 (6) | 48.500 (3) | 44.975 (5) | 42.700 (8) | 272.225 |
| 4      | Marian Drăgulescu     | 15.850     |            |            | 16.500     | 14.775     | 15.125     | 272.225 |
| 4      | Flavius Koczi         | 15.050     | 14.800     |            | 15.675     |            | 14.550     | 272.225 |
| 4      | Ilie Daniel Popescu   |            | 15.575     |            | 16.325     | 14.900     |            | 272.225 |
| 4      | Dan Potra             |            | 14.325     | 15.400     |            | 15.300     |            | 272.225 |
| 4      | Răzvan Șelariu        | 15.275     |            | 14.925     |            |            | 13.025     | 272.225 |
| 4      | Robert Stănescu       |            |            | 14.850     |            |            |            | 272.225 |
| 5      | BLR                   | 45.325 (3) | 44.125 (6) | 46.450 (3) | 47.000 (8) | 46.100 (4) | 43.050 (7) | 272.050 |
| 5      | Ivan Ivankov          |            | 14.450     | 15.975     |            | 15.875     | 15.225     | 272.050 |
| 5      | Dimitri Kaspiarovich  | 14.975     |            | 15.375     | 15.600     | 15.150     |            | 272.050 |
| 5      | Dimitri Savitski      | 15.025     | 14.625     | 15.100     | 15.725     |            |            | 272.050 |
| 5      | Denis Savenkov        | 15.325     |            |            | 15.675     |            | 14.700     | 272.050 |
| 5      | Aliaksandr Tsarevich  |            | 15.050     |            |            | 15.075     | 13.125     | 272.050 |
| 6      | CAN                   | 46.050 (2) | 42.725 (8) | 44.575 (7) | 48.825 (2) | 44.725 (7) | 43.450 (5) | 270.350 |
| 6      | Nathan Gafuik         |            | 14.675     | 14.075     | 16.275     |            | 14.200     | 270.350 |
| 6      | Brandon O'Neill       | 15.375     |            |            | 16.300     | 15.050     |            | 270.350 |
| 6      | Kyle Shewfelt         | 15.600     |            |            | 16.250     |            | 14.675     | 270.350 |
| 6      | David Kikuchi         |            | 14.500     | 15.500     |            |            | 14.575     | 270.350 |
| 6      | Adam Wong             | 15.075     |            | 15.000     |            | 14.350     |            | 270.350 |
| 6      | Ken Ikeda             |            | 13.550     |            |            | 15.325     |            | 270.350 |
| 7      | GER                   | 44.625 (5) | 44.450 (5) | 45.300 (5) | 47.375 (6) | 44.975 (5) | 43.300 (6) | 270.025 |
| 7      | Fabian Hambüchen      | 15.475     |            | 15.025     | 16.225     | 15.350     | 14.600     | 270.025 |
| 7      | Thomas Andergassen    |            | 15.000     | 15.450     |            | 14.575     |            | 270.025 |
| 7      | Robert Juckel         |            | 14.600     | 14.825     |            |            | 15.000     | 270.025 |
| 7      | Philipp Boy           | 14.400     |            |            | 15.600     |            | 13.700     | 270.025 |
| 7      | Marcel Nguyen         |            |            |            | 15.550     | 15.050     |            | 270.025 |
| 7      | Eugen Spiridonov      | 14.750     | 14.850     |            |            |            |            | 270.025 |
| 8      | SUI                   | 44.750 (4) | 42.875 (7) | 44.550 (8) | 47.675 (5) | 43.875 (8) | 44.300 (4) | 268.025 |
| 8      | Claudio Capelli       | 15.175     | 14.675     |            | 15.800     | 14.525     | 13.975     | 268.025 |
| 8      | Nicolas Boeschenstein | 14.925     |            |            | 15.875     | 15.325     |            | 268.025 |
| 8      | Mark Ramseier         |            | 14.475     | 14.675     | 16.000     |            |            | 268.025 |
| 8      | Roger Sager           | 14.650     |            | 14.850     |            |            | 15.250     | 268.025 |
| 8      | Andreas Schweizer     |            |            | 15.025     |            | 14.025     |            | 268.025 |
| 8      | Daniel Groves         |            | 13.725     |            |            |            | 15.075     | 268.025 |

#### Vrouwen

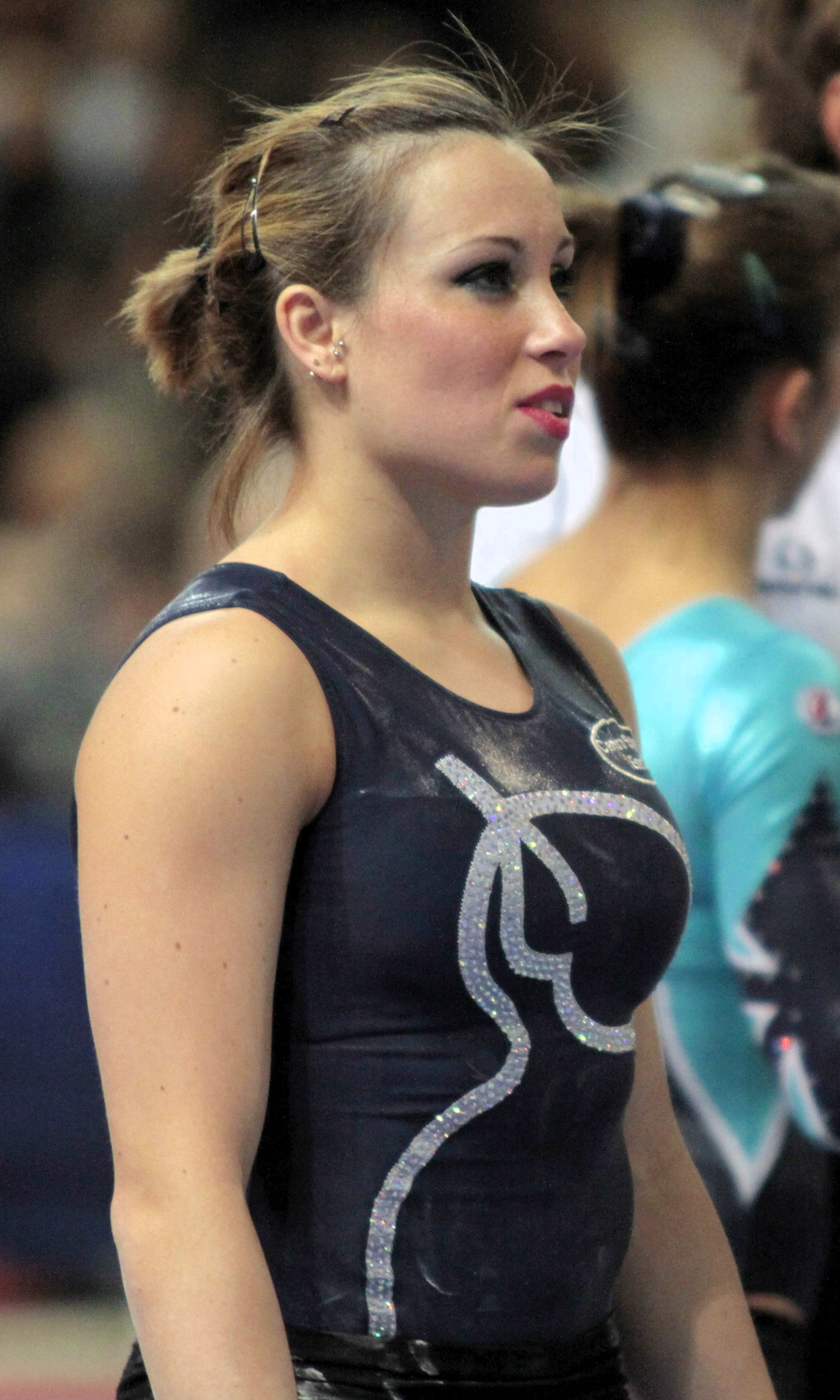
Vanessa Ferrari

| Rang   | Team                  | Sprong     | Brug       | Balk       | Vloer      | Totaal  |
| ------ | --------------------- | ---------- | ---------- | ---------- | ---------- | ------- |
| Goud   | CHN                   | 44.250 (4) | 45.300 (1) | 46.775 (1) | 45.875 (2) | 182.200 |
| Goud   | Pang Panpan           |            | 15.150     | 15.550     | 15.425     | 182.200 |
| Goud   | Zhang Nan             | 14.525     |            | 15.950     | 14.800     | 182.200 |
| Goud   | Cheng Fei             | 15.275     |            |            | 15.650     | 182.200 |
| Goud   | He Ning               |            | 15.000     | 15.275     |            | 182.200 |
| Goud   | Zhou Zhuoru           | 14.450     | 15.150     |            |            | 182.200 |
| Goud   | Li Ya                 |            |            |            |            | 182.200 |
| Zilver | USA                   | 44.600 (2) | 45.275 (2) | 45.575 (3) | 45.900 (1) | 181.350 |
| Zilver | Chellsie Memmel       | 15.075     | 14.475     | 15.050     | 15.500     | 181.350 |
| Zilver | Jana Bieger           | 13.950     | 15.100     | 15.175     | 15.150     | 181.350 |
| Zilver | Alicia Sacramone      | 15.575     |            | 15.350     | 15.250     | 181.350 |
| Zilver | Nastia Liukin         |            | 15.700     |            |            | 181.350 |
| Zilver | Ashley Priess         |            |            |            |            | 181.350 |
| Zilver | Natasha Kelley        |            |            |            |            | 181.350 |
| Brons  | RUS                   | 45.325 (1) | 42.300 (7) | 45.750 (2) | 43.950 (5) | 177.325 |
| Brons  | Anna Pavlova          | 15.100     |            | 15.375     | 14.225     | 177.325 |
| Brons  | Kristina Pravdina     |            | 13.675     | 15.075     | 14.600     | 177.325 |
| Brons  | Elena Zamolodchikova  | 15.125     |            |            | 15.125     | 177.325 |
| Brons  | Svetlana Klyukina     |            | 14.825     | 15.300     |            | 177.325 |
| Brons  | Anna Grudko           | 15.100     |            |            |            | 177.325 |
| Brons  | Polina Miller         |            | 13.800     |            |            | 177.325 |
| 4      | ROU                   | 44.450 (3) | 41.550 (8) | 45.225 (4) | 44.225 (3) | 175.450 |
| 4      | Sandra Izbașa         | 15.225     | 14.400     | 15.275     | 15.425     | 175.450 |
| 4      | Steliana Nistor       | 14.700     | 14.100     | 15.375     | 14.450     | 175.450 |
| 4      | Daniela Druncea       | 14.525     | 13.050     |            | 14.350     | 175.450 |
| 4      | Elena Chiric          |            |            | 14.575     |            | 175.450 |
| 4      | Loredana Sucar        |            |            |            |            | 175.450 |
| 4      | Florica Leonida       |            |            |            |            | 175.450 |
| 5      | UKR                   | 42.800 (7) | 43.950 (3) | 44.325 (5) | 43.175 (6) | 174.250 |
| 5      | Olga Shcherbatykh     | 14.325     |            | 14.650     | 13.850     | 174.250 |
| 5      | Iryna Krasnianska     |            | 15.125     | 15.550     |            | 174.250 |
| 5      | Dariya Zgoba          |            | 15.200     | 14.125     |            | 174.250 |
| 5      | Alina Kozich          | 13.725     |            |            | 14.750     | 174.250 |
| 5      | Marina Proskurina     | 14.750     | 13.625     |            |            | 174.250 |
| 5      | Marina Kostiuchenko   |            |            |            | 14.575     | 174.250 |
| 6      | AUS                   | 43.050 (6) | 43.550 (5) | 43.875 (6) | 42.750 (7) | 173.225 |
| 6      | Daria Joura           | 14.725     | 14.500     | 14.875     | 14.175     | 173.225 |
| 6      | Hollie Dykes          | 14.325     | 14.150     | 14.500     | 14.300     | 173.225 |
| 6      | Georgia Bonora        | 14.000     |            |            | 14.275     | 173.225 |
| 6      | Olivia Vivian         |            | 14.900     |            |            | 173.225 |
| 6      | Karen Nguyen          |            |            | 14.500     |            | 173.225 |
| 6      | Melody Hernandez      |            |            |            |            | 173.225 |
| 7      | BRA                   | 43.650 (5) | 42.800 (6) | 42.425 (7) | 44.100 (4) | 172.975 |
| 7      | Laís Souza            | 15.000     | 14.625     | 14.400     | 14.375     | 172.975 |
| 7      | Daniele Hypólito      | 13.950     | 13.850     | 15.100     | 14.700     | 172.975 |
| 7      | Daiane dos Santos     | 14.700     | 14.325     |            | 15.025     | 172.975 |
| 7      | Bruna da Costa        |            |            | 12.925     |            | 172.975 |
| 7      | Camila Comin          |            |            |            |            | 172.975 |
| 7      | Juliana Chaves Santos |            |            |            |            | 172.975 |
| 8      | ESP                   | 42.450 (8) | 43.900 (4) | 42.025 (8) | 42.100 (8) | 170.475 |
| 8      | Thais Escolar         | 14.100     |            | 15.200     | 14.500     | 170.475 |
| 8      | Lenika de Simone      |            | 14.750     | 14.275     | 14.300     | 170.475 |
| 8      | Laura Campos          | 14.650     | 14.575     | 12.550     |            | 170.475 |
| 8      | Tania Gener           | 13.700     | 14.575     |            |            | 170.475 |
| 8      | Patricia Moreno       |            |            |            | 13.300     | 170.475 |
| 8      | Mélodie Pulgarín      |            |            |            |            | 170.475 |

### Meerkamp

#### Mannen
| Rang   | Land | Gymnast             | Vloer  | Paard  | Ringen | Sprong | Brug   | Rekstok | Totaal |
| ------ | ---- | ------------------- | ------ | ------ | ------ | ------ | ------ | ------- | ------ |
| Goud   | CHN  | Yang Wei            | 15.125 | 15.350 | 16.450 | 16.625 | 16.000 | 14.850  | 94.400 |
| Zilver | JPN  | Hiroyuki Tomita     | 15.275 | 14.975 | 15.900 | 15.850 | 15.725 | 15.450  | 93.175 |
| Brons  | GER  | Fabian Hambüchen    | 15.725 | 14.575 | 15.250 | 16.400 | 15.350 | 15.675  | 92.975 |
| 4      | CHN  | Chen Yibing         | 15.225 | 14.925 | 16.500 | 16.200 | 15.050 | 14.725  | 92.625 |
| 5      | RUS  | Maksim Devyatovskiy | 15.250 | 15.250 | 15.375 | 16.225 | 15.550 | 14.900  | 92.550 |
| 6      | JPN  | Takuya Nakase       | 15.525 | 14.475 | 15.700 | 15.350 | 15.175 | 15.425  | 91.650 |
| 7      | KOR  | Yang Tae-Young      | 15.300 | 14.650 | 15.050 | 14.975 | 15.900 | 14.825  | 90.700 |
| 8      | ROU  | Răzvan Șelariu      | 15.250 | 14.375 | 15.400 | 16.175 | 14.700 | 14.700  | 90.600 |

#### Vrouwen
| Rang   | Land | Gymnast         | Sprong | Brug   | Balk   | Vloer  | Totaal |
| ------ | ---- | --------------- | ------ | ------ | ------ | ------ | ------ |
| Goud   | ITA  | Vanessa Ferrari | 14.800 | 15.825 | 14.900 | 15.500 | 61.025 |
| Zilver | USA  | Jana Bieger     | 14.725 | 15.350 | 15.300 | 15.375 | 60.750 |
| Brons  | ROU  | Sandra Izbașa   | 15.025 | 14.225 | 15.475 | 15.525 | 60.250 |
| 4      | ROU  | Steliana Nistor | 14.275 | 15.275 | 15.800 | 14.600 | 59.950 |
| 5      | AUS  | Daria Joura     | 14.500 | 15.100 | 15.000 | 15.275 | 59.875 |
| 6      | CHN  | Pang Panpan     | 14.025 | 15.425 | 14.800 | 15.425 | 59.675 |
| 7      | AUS  | Hollie Dykes    | 14.350 | 14.975 | 15.625 | 14.550 | 59.500 |
| 8      | GBR  | Beth Tweddle    | 14.550 | 14.700 | 14.950 | 15.250 | 59.450 |

### Toestelfinales mannen

#### Vloer
| Rang   | Land | Gymnast             | D-score | E-score | Straf | Totaal |
| ------ | ---- | ------------------- | ------- | ------- | ----- | ------ |
| Goud   | ROU  | Marian Drăgulescu   | 6.9     | 9.350   |       | 16.250 |
| Zilver | BRA  | Diego Hypólito      | 6.7     | 9.450   |       | 16.150 |
| Brons  | CAN  | Kyle Shewfelt       | 6.2     | 9.500   |       | 15.700 |
| 4      | ESP  | Gervasio Deferr     | 6.2     | 9.475   |       | 15.675 |
| 5      | BUL  | Yordan Yovchev      | 6.1     | 9.500   |       | 15.600 |
| 6      | CHN  | Zou Kai             | 6.5     | 9.050   |       | 15.550 |
| 7      | ISR  | Alexander Shatilov  | 6.2     | 9.325   |       | 15.525 |
| 8      | ESP  | Isaac Botella Pérez | 6.0     | 8.600   |       | 14.600 |

#### Paard
| Rang   | Land | Gymnast               | D-score | E-score | Straf | Totaal |
| ------ | ---- | --------------------- | ------- | ------- | ----- | ------ |
| Goud   | CHN  | Xiao Qin              | 6.3     | 9.725   |       | 16.025 |
| Zilver | AUS  | Prashanth Sellathurai | 6.4     | 9.350   |       | 15.750 |
| Brons  | USA  | Alexander Artemev     | 5.9     | 9.600   |       | 15.500 |
| 4      | RUS  | Nikolai Kryukov       | 6.1     | 9.350   |       | 15.450 |
| 5      | CHN  | Feng Jing             | 6.1     | 9.275   |       | 15.375 |
| 6      | ROU  | Flavius Koczi         | 6.2     | 9.150   |       | 15.350 |
| 7      | JPN  | Hiroyuki Tomita       | 5.9     | 9.325   |       | 15.225 |
| 8      | CRO  | Robert Seligman       | 6.2     | 8.550   |       | 14.750 |

#### Ringen
| Rang   | Land | Gymnast             | D-score | E-score | Straf | Totaal |
| ------ | ---- | ------------------- | ------- | ------- | ----- | ------ |
| Goud   | CHN  | Chen Yibing         | 7.0     | 9.525   |       | 16.525 |
| Zilver | BUL  | Yordan Yovchev      | 7.1     | 9.225   |       | 16.325 |
| Brons  | NED  | Yuri van Gelder     | 6.9     | 9.400   |       | 16.300 |
| 4      | CHN  | Yang Wei            | 7.1     | 9.275   |       | 16.275 |
| 5      | BLR  | Ivan Ivankov        | 6.9     | 9.325   |       | 16.225 |
| 6      | RUS  | Aleksandr Safoshkin | 7.0     | 8.850   |       | 15.850 |
| 7      | ITA  | Andrea Coppolino    | 7.0     | 8.625   |       | 15.625 |
| 8      | ITA  | Matteo Angioletti   | 6.6     | 8.900   |       | 15.500 |

#### Sprong
| Rang   | Land | Gymnast              | D-Score | E-Score | Straf | Score 1 | D-Score | E-Score | Straf | Score 2 | Totaal |
| ------ | ---- | -------------------- | ------- | ------- | ----- | ------- | ------- | ------- | ----- | ------- | ------ |
| Goud   | ROU  | Marian Drăgulescu    | 7.0     | 9.500   |       | 16.500  | 7.0     | 9.475   |       | 16.475  | 16.487 |
| Zilver | BLR  | Dmitri Kaspiarovich  | 7.0     | 9.275   |       | 16.275  | 7.0     | 9.350   |       | 16.350  | 16.312 |
| Brons  | GER  | Fabian Hambüchen     | 6.6     | 9.475   |       | 16.075  | 6.2     | 9.375   |       | 15.575  | 15.825 |
| 4      | KAZ  | Yernar Yerimbetov    | 6.6     | 9.450   | 0.1   | 15.950  | 7.0     | 8.575   | 0.1   | 15.475  | 15.712 |
| 5      | BRA  | Diego Hypólito       | 6.6     | 9.550   |       | 16.150  | 6.6     | 8.875   | 0.3   | 15.175  | 15.662 |
| 6      | POL  | Leszek Blanik        | 7.0     | 8.900   | 0.1   | 15.800  | 7.0     | 8.500   |       | 15.500  | 15.650 |
| 7      | LAT  | Jevgēņijs Saproņenko | 7.0     | 8.150   | 0.3   | 14.850  | 7.0     | 8.975   |       | 15.975  | 15.412 |
| 8      | FRA  | Raphael Wignanitz    | 7.0     | 8.000   | 0.3   | 14.700  | 6.6     | 9.175   |       | 15.775  | 15.237 |

#### Brug
| Rang   | Land | Gymnast              | D-score | E-score | Straf | Totaal |
| ------ | ---- | -------------------- | ------- | ------- | ----- | ------ |
| Goud   | CHN  | Yang Wei             | 6.6     | 9.475   |       | 16.075 |
| Zilver | JPN  | Hiroyuki Tomita      | 6.3     | 9.650   |       | 15.950 |
| Zilver | KOR  | Yoo Won-Chul         | 6.4     | 9.550   |       | 15.950 |
| 4      | GRE  | Vasileios Tsolakidis | 6.4     | 9.525   |       | 15.925 |
| 5      | BLR  | Ivan Ivankov         | 6.5     | 9.350   |       | 15.850 |
| 6      | KOR  | Yang Tae-Young       | 6.6     | 9.125   |       | 15.725 |
| 7      | JPN  | Takehito Mori        | 6.2     | 9.500   |       | 15.700 |
| 8      | UZB  | Anton Fokin          | 6.4     | 9.050   |       | 15.450 |

#### Rekstok
| Rang   | Land | Gymnast           | D-score | E-score | Straf | Totaal |
| ------ | ---- | ----------------- | ------- | ------- | ----- | ------ |
| Goud   | AUS  | Philippe Rizzo    | 6.6     | 9.525   |       | 16.125 |
| Zilver | SLO  | Aljaž Pegan       | 6.5     | 9.400   |       | 15.900 |
| Brons  | GRE  | Vlasios Maras     | 6.2     | 9.600   |       | 15.800 |
| 4      | JPN  | Hiroyuki Tomita   | 6.2     | 9.350   |       | 15.550 |
| 5      | RUS  | Nikolai Kryukov   | 6.0     | 9.525   |       | 15.525 |
| 6      | JPN  | Takehito Mori     | 6.1     | 8.775   |       | 14.875 |
| 7      | KOR  | Kim Seung-Il      | 5.9     | 8.475   |       | 14.375 |
| 8      | ROU  | Marian Drăgulescu | 4.0     | 7.325   |       | 11.325 |

### Toestelfinales vrouwen

#### Sprong
| Rang   | Land | Gymnast              | D-Score | E-Score | Straf | Score 1 | D-Score | E-Score | Straf | Score 2 | Totaal |
| ------ | ---- | -------------------- | ------- | ------- | ----- | ------- | ------- | ------- | ----- | ------- | ------ |
| Goud   | CHN  | Cheng Fei            | 5.8     | 9.625   |       | 15.425  | 6.5     | 9.500   |       | 16.000  | 15.712 |
| Zilver | USA  | Alicia Sacramone     | 6.3     | 9.175   |       | 15.475  | 5.8     | 9.375   |       | 15.175  | 15.325 |
| Brons  | GER  | Oksana Chusovitina   | 6.3     | 8.975   |       | 15.275  | 5.7     | 9.225   |       | 14.925  | 15.100 |
| 4      | BRA  | Laís Souza           | 5.8     | 9.325   |       | 15.125  | 5.6     | 9.250   |       | 14.850  | 14.987 |
| 5      | RUS  | Anna Pavlova         | 5.8     | 9.300   |       | 15.100  | 5.6     | 9.250   |       | 14.850  | 14.975 |
| 6      | RUS  | Elena Zamolodchikova | 5.8     | 9.300   |       | 15.100  | 5.6     | 9.225   |       | 14.825  | 14.962 |
| 7      | PRK  | Hong Su-jong         | 6.5     | 8.250   |       | 14.750  | 6.5     | 8.150   | 0.1   | 14.550  | 14.650 |
| 8      | ROU  | Sandra Izbașa        | 5.8     | 9.150   |       | 14.950  | 5.0     | 9.175   |       | 14.175  | 14.562 |

#### Brug
| Rang   | Land | Gymnast           | D-score | E-score | Straf | Totaal |
| ------ | ---- | ----------------- | ------- | ------- | ----- | ------ |
| Goud   | GBR  | Beth Tweddle      | 6.9     | 9.300   |       | 16.200 |
| Zilver | USA  | Nastia Liukin     | 6.9     | 9.150   |       | 16.050 |
| Brons  | ITA  | Vanessa Ferrari   | 6.7     | 9.075   |       | 15.775 |
| 4      | JPN  | Mayu Kuroda       | 6.4     | 9.000   |       | 15.400 |
| 5      | USA  | Jana Bieger       | 6.4     | 8.150   |       | 14.550 |
| 6      | AUS  | Daria Joura       | 6.3     | 8.075   |       | 14.375 |
| 7      | ROU  | Steliana Nistor   | 6.8     | 7.175   |       | 13.975 |
| 8      | UKR  | Iryna Krasnianska | 5.8     | 7.675   |       | 13.475 |

#### Balk
| Rang   | Land | Gymnast             | D-score | E-score | Straf | Totaal |
| ------ | ---- | ------------------- | ------- | ------- | ----- | ------ |
| Goud   | UKR  | Iryna Krasnianska   | 6.5     | 9.075   |       | 15.575 |
| Zilver | ROU  | Sandra Izbașa       | 6.4     | 9.100   |       | 15.500 |
| Brons  | CAN  | Elyse Hopfner-Hibbs | 6.3     | 9.175   |       | 15.475 |
| 4      | RUS  | Anna Pavlova        | 6.2     | 9.075   |       | 15.275 |
| 4      | CHN  | Zhang Nan           | 6.2     | 9.075   |       | 15.275 |
| 6      | ITA  | Vanessa Ferrari     | 6.3     | 8.375   |       | 14.675 |
| 7      | ROU  | Steliana Nistor     | 6.3     | 8.275   |       | 14.575 |
| 8      | UKR  | Olga Shcherbatykh   | 6.3     | 8.025   |       | 14.325 |

#### Vloer
| Rang   | Land | Gymnast           | D-score | E-score | Straf | Totaal |
| ------ | ---- | ----------------- | ------- | ------- | ----- | ------ |
| Goud   | CHN  | Cheng Fei         | 6.4     | 9.475   |       | 15.875 |
| Zilver | USA  | Jana Bieger       | 6.3     | 9.250   |       | 15.550 |
| Brons  | ITA  | Vanessa Ferrari   | 6.1     | 9.350   |       | 15.450 |
| 4      | BRA  | Daiane dos Santos | 6.4     | 9.025   |       | 15.425 |
| 4      | GBR  | Beth Tweddle      | 6.0     | 9.425   |       | 15.425 |
| 6      | ROU  | Sandra Izbașa     | 6.3     | 9.275   | 0.2   | 15.375 |
| 7      | USA  | Natasha Kelley    | 6.1     | 9.200   |       | 15.300 |
| 8      | BRA  | Laís Souza        | 6.0     | 9.050   | 0.3   | 14.750 |

## Links
- Officiële website

1903 ·
1905 ·
1907 ·
1909 ·
1911 ·
1913 ·
1922 ·
1926 ·
1930 ·
1934 ·
1938 ·
1950 ·
1954 ·
1958 ·
1962 ·
1966 ·
1970 ·
1974 ·
1978 ·
1979 ·
1981 ·
1983 ·
1985 ·
1987 ·
1989 ·
1991 ·
1992 ·
1993 ·
1994 (individueel) ·
1994 (team) ·
1995 ·
1996 ·
1997 ·
1999 ·
2001 ·
2002 ·
2003 ·
2005 ·
2006 ·
2007 ·
2009 ·
2010 ·
2011 ·
2013 ·
2014 ·
2015 ·
2017 ·
2018 ·
2019 ·
2021 ·
2022 ·
2023